# Hydroporus spangleri
Hydroporus spangleri är en skalbaggsart som beskrevs av Gordon 1981. Hydroporus spangleri ingår i släktet Hydroporus och familjen dykare. Inga underarter finns listade i Catalogue of Life.